# Аль-Аттар, Лейла
Лейла аль-Аттар (араб. ليلى العطار‎; 1944, Багдад, Королевство Ирак — 28 июня 1993 года, Багдад, Ирак) — иракская художница, директор Иракского национального художественного музея. Получила известность в СМИ после своей гибели в результате американского ракетного удара.

## Биография

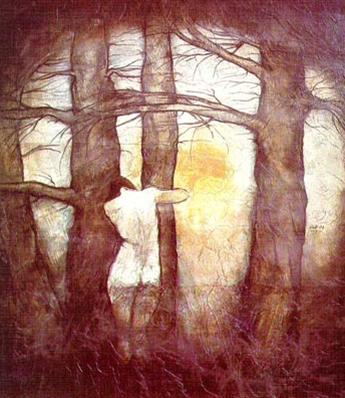
Одна из работ Лейлы аль-Аттар

Лейла аль-Аттар родилась в 1944 году в Багдаде. В 1965 году окончила багдадскую Академию изящных искусств. Неоднократно участвовала в различных художественных выставках национального и международного масштаба, как в Ираке, так и за рубежом; на пяти из них были представлены только женщины-художницы. В частности, принимала участие в Кувейтском биеннале (1973), Первом арабском биеннале (Багдад, 1974), Втором арабском биеннале (1976), Кувейтском биеннале (1981), а также получила золотую медаль на Каирском биеннале (1984).
В 1991 году, после окончания войны в Персидском заливе, Лейла аль-Аттар создала мозаичную плитку на полу багдадского отеля «Рашид», где часто останавливались иностранные гости. Она изображала президента США Джорджа Буша-старшего; под портретом была размещена надпись на английском и арабском языках «Буш — преступник» (англ. Bush is criminal). Топтание ногами изображения человека считается серьёзным оскорблением в арабской культуре, поэтому эта работа Лейлы сразу привлекла к себе внимание американских дипломатов, сообщивших о ней Бушу. 28 июня 1993 года Лейла, её муж и их домработница были убиты в результате американского ракетного удара. Дочь Лейлы в результате удара потеряла зрение. Официально целью ракетных ударов по Багдаду была штаб-квартира иракской разведки, однако существует мнение, что Лейла стала жертвой мести Буша.

## Память
- Крис Кристофферсон посвятил Лейле свою песню «The Circle (Song for Layla Al-Attar and Los Olvidados of Argentina)» (англ. Круг: Песня, посвящённая Лейле аль-Аттар и людям, пропавшим без вести в Аргентине) с альбома Broken Freedom Song: Live from San Francisco[англ.]. Колумбийская певица Марта Гомес[укр.] исполнила песню на своём трибьют-альбоме песен Кристофферсона: The Pilgrim. A celebration of Kris Kristofferson, добавив в неё куплет на испанском языке[2].
- В пьесе Хизер Раффо[англ.] Девять частей желания[англ.] есть персонаж Лайал (англ. Layal), основанный на Лейле аль-Аттар[3]. Пьеса является моноспектаклем, и всех её персонажей, включая Лайал, играет сама Раффо. По её словам, толчком к написанию пьесы стала картина Лейлы, увиденная ей в художественной галерее[3].